# Муді (Техас)
Муді (англ. Moody) — місто (англ. city) в США, в окрузі Макленнан штату Техас. Населення — 1376 осіб (2020).

## Географія
Муді розташоване за координатами 31°18′31″ пн. ш. 97°21′35″ зх. д. / 31.30861° пн. ш. 97.35972° зх. д. (31.308651, -97.359611).  За даними Бюро перепису населення США в 2010 році місто мало площу 2,49 км², уся площа — суходіл.

## Демографія
Згідно з переписом 2010 року, у місті мешкала 1371 особа в 534 домогосподарствах у складі 366 родин. Густота населення становила 551 особа/км².  Було 616 помешкань (247/км²).
Расовий склад населення:
| - 78,6 % — білих - 8,6 % — чорних або афроамериканців - 0,1 % — корінних американців - 11,5 % — осіб інших рас |

До двох чи більше рас належало 1,2 %. Частка іспаномовних становила 20,0 % від усіх жителів.
За віковим діапазоном населення розподілялося таким чином: 26,6 % — особи молодші 18 років, 56,6 % — особи у віці 18—64 років, 16,8 % — особи у віці 65 років та старші. Медіана віку мешканця становила 37,1 року. На 100 осіб жіночої статі у місті припадало 90,2 чоловіків;  на 100 жінок у віці від 18 років та старших — 89,1 чоловіків також старших 18 років.
Середній дохід на одне домашнє господарство  становив 49 267 доларів США (медіана — 38 182), а середній дохід на одну сім'ю — 58 814 долари (медіана — 47 000). Медіана доходів становила 31 953 долари для чоловіків та 30 833 долари для жінок. За межею бідності перебувало 19,0 % осіб, у тому числі 25,8 % дітей у віці до 18 років та 14,3 % осіб у віці 65 років та старших.
Цивільне працевлаштоване населення становило 769 осіб. Основні галузі зайнятості: освіта, охорона здоров'я та соціальна допомога — 18,9 %, роздрібна торгівля — 15,3 %, науковці, спеціалісти, менеджери — 10,8 %, мистецтво, розваги та відпочинок — 9,5 %.